# Каучуконосные растения
Каучуконосные растения, каучуконосы — растения, из которых возможно получение натурального каучука.
Среди каучуконосов есть как травянистые растения, так и деревья и лианы, в обыденной речи именуемые каучуковыми деревьями.
Сегодня основным источником натурального каучука являются деревья рода Гевея, в частности Гевея бразильская (Hevea brasiliensis). Гевея бразильская культивируется ради получения каучука в тропических районах Южной Америки и Юго-Восточной Азии.
Другие каучуконосы:
- Taraxacum kok-saghyz — Кок-сагыз
- Scorzonera tau-saghyz — Тау-сагыз
- Taraxacum hybernum — Крым-сагыз, или Одуванчик осенний
- Castilloa elastica и Castilloa ulei
- Manihot glaziovii
- Ficus elastica — Фикус каучуконосный, или Фикус эластичный
- Funtumia elastica
- Landolphia — Ландольфия
- Chondrilla — Хондрилла
- Cousinia[1]

Условно к каучуконосам могут относить растения, содержащие гуттаперчу — изомер натурального каучука. Таковыми являются, например,
многие виды бересклета (Euonymus), в том числе бересклет бородавчатый и бересклет европейский.